# メソジスト
メソジスト（Methodist）とは、18世紀、英国でジョン・ウェスレーによって興されたキリスト教の信仰覚醒運動の中核をなす主張であるメソジズム (Methodism) に生きた人々、および、その運動から発展したプロテスタント教会・教派に属する人々を指す。日本では美以教会とも言われており、韓国系の教会では監理会（朝鮮語: 감리교회）という名前を使う場合もある。18世紀には、メソジズムはしばしば漠然とあらゆる種類の福音派を指したが、ウェスレーの運動が独立した教派として組織されてからは、この名称はこの教会およびそこから分かれた他の教会のメンバーに限定されている。

## 特色
特徴としては、日課を区切った規則正しい生活方法（メソッド）を推奨した。メソジストという名称は「メソッド」を重んじることから「几帳面屋」（メソジスト）とあだ名されたことに始まった。規則正しい生活が実践できているかどうか、互いに報告し合う少人数の組会、また、信仰のレベル別のバンド・ミーティングを重視した。このため軍隊や学校と相性がよく、ミッションスクールや病院の建設、貧民救済などの社会福祉にも熱心である。当時は教育の機会に恵まれない子どもに一般教育を与える日曜学校（教会学校としてキリスト教教育を施すように時代とともに変化した）や、当時の流行歌に歌詞をつけ、口語による平易な讃美歌を普及させたのもメソジスト教徒が中心であった。概して上流階級よりも中下層階級あるいは軍人への普及に力を入れた。
メソジスト運動の原動力となったのは、「確証の教理」で、この「信仰の確証」はメソジスト運動を特徴づけるものとなった。当時の形骸化したイングランド国教会からすれば、メソジストのこの「聖霊の証し」の強調は狂信主義とも思えたので、彼らはメソジスト運動を、他の理由と相俟って、妨害しようとした。
教会自体に軍隊組織を採用した救世軍や「聖潔」（きよめ）を強調するホーリネス運動、聖霊の働きを強調するペンテコステ派などもこのウェスレアン・メソジスト運動の流れである。

## 歴史

### 連合王国（英国）での歴史

#### イングランド
メソジスト運動のそもそもの始まりは、イングランド国教会の教職であったジョン・ウェスレーが、モラヴィア兄弟団のクリスチャンと接触し、それまでの形式的な信仰から、いのちの溢れる信仰に導かれたことにある。人々は、輝いて生きるようになったウェスレーに魅せられて、指導を求めてきた。ウェスレーは木曜日の夜を定めて、これらの人々との交わりの時、指導の時を持った。これが人数が増し加わるにつれて、メソジスト・ソサエティが作られ、その組会のために信徒伝道者が立てられ、彼らの巡回によって、大英帝国全体に感化を及ぼしたメソジスト運動へと展開していった。
このように実際の運動を支えたのは、信徒の立場にあって労した説教者たちであった。植民地アメリカでのメソジストの働きも信徒によって始められた。それで18世紀の英国で始まった信仰覚醒運動から生じたメソジスト系の諸教会は、もともと信徒運動という性質の強い教会であった。
当初はジョン・ウェスレーをはじめとするごく少数のイングランド国教会の司祭たちによって指導され、聖職者がほとんど参加していなかったため、信徒の説教者を用いたことから、これを認めない国教会と対立し、激しく迫害された。神学的には国教会と同じくローマ神学を継いでいるが、上記の信徒による自立的な宗教活動を教義的に支えるため、プロテスタント諸派の中でも特異な聖霊論をもつ。
イギリスにおけるメソジスト運動は、主に中下層階級の市民や軍人を対象とした大衆運動として展開されながらも、ウェスレーという強烈な個性の存在によって、禁酒禁煙や几帳面な生活様式を要求するなど、爆発的な信徒数に結びつくにはほど遠い、厳格なピューリタン的な要素を含んだ運動であった。

#### ウェールズ
ウェールズではジョージ・ホウィットフィールドらのカルヴァン主義メソジストが広がり、ウェールズ・メソジスト・リバイバルが起った。

### アメリカでの歴史
メソジスト運動は、本国英国ではさほどの勢力にはならなかったが、アイルランド、アメリカ、ドイツなどに早くから布教し、メソジスト教団は、現在アメリカでは信徒数が2番目に多いプロテスタント教団である。ちなみに、一番多いのはバプテスト教会である。信条としてはルター派に近く、悔い改めによる救済を強調する。カルヴァンの説いた予定説的な考え方はとらない。
これゆえ、ヨーロッパ大陸におけるプロテスタントの二大潮流であるルター派と改革派教会は、イングランドと米国ではメソジスト派と長老派にほぼ重なる。

プロテスタント諸教派（聖公会、アナバプテストを含む）の系統概略

これが新大陸アメリカに宣教され、まだ開拓時代の西部へと急速に広がっていく過程において、その性質をかなり変貌させていく。教派の通称にもなっていたメソッド（謹厳な生活方式）は二の次にされ、ウェスレーの説いた教義のある部分と大衆運動という側面が強調されていった。すなわち、救いは罪の自覚とともにすでにあるものとして体験されるというスピリチュアルな喜びと、その喜びに基づいて、この現世において神の国を実現しようという強烈な社会変革意欲であった。こうして、開拓時代のアメリカで宣教に当たった説教者たちの多くは、専門教育こそ充分に受けてはいないが、熱烈な信仰心をもち、社会事業へのバイタリティにあふれた人たちであった。1828年米国メソジスト監督教会より、教会政治の意見の相違によりメソジスト・プロテスタントが分離独立した。1843年奴隷問題を巡って、ウェスレアン・メソジスト教会が分裂した。ウエスレアン・メソジスト教会は、その後、他の教会と合同し、現在はウエスレアン教会となっている。米国の南北戦争では教会自体も南北にわかれて戦った。メソジスト監督教会は1854年南北に分裂し、北部にはメソジスト監督教会、南部には南メソジスト監督教会が組織された。1939年再合同し、1968年Evangelical United Brethrenとも合同し、現在の合同メソジスト教会（英語: United Methodist Church） となった。ジョージ・W・ブッシュ元大統領夫妻が熱心な信者である。
また、1860年アメリカ北メソジスト監督教会から、アメリカ自由メソジスト教会が分離した。

### 日本での歴史

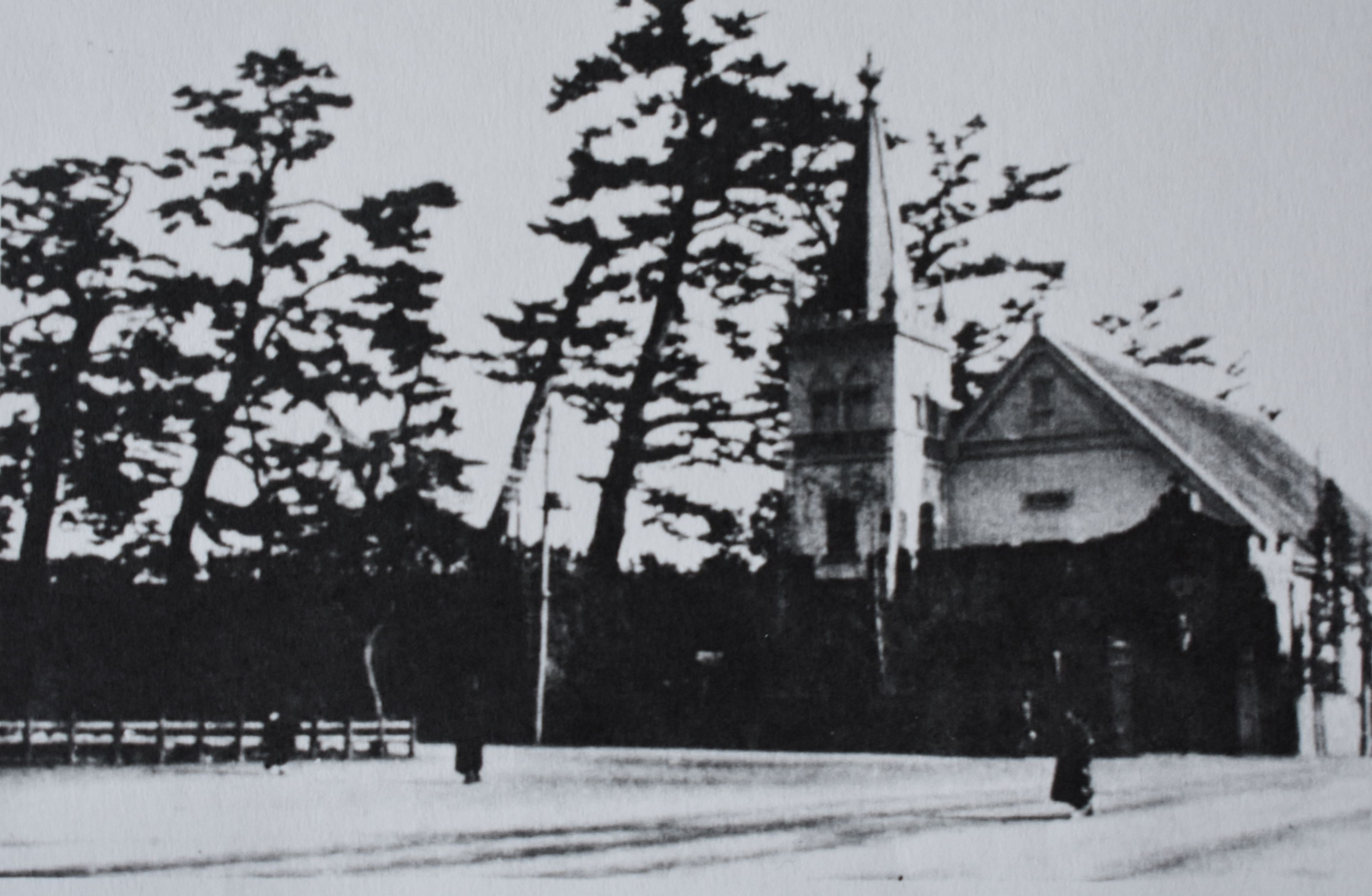
追手町にあった明治20年（1887年）頃の「静岡メソジスト教会」

日本ではカナダ・北米教会による宣教から青山学院、南メソジスト監督教会による宣教から関西学院が生じた。日本メソヂスト教会は、日本基督教団設立と同時にこれに参加した。他には日本自由メソヂスト教団、日本フリーメソジスト教団、東京フリー・メソジスト教会などが存在する。これらは米国系のウェスレアン・メソジストである。
1873年米国メソジスト監督教会が宣教師を派遣し、横浜、東京、長崎、函館を伝道の拠点とした（美以教会）。本多庸一が弘前でメソジストに改宗し、やがて本多を中心として1884年 日本年会を組織した。神戸を中心として西日本に伝道していたアメリカ南メソヂスト監督教会（南美以教会）と静岡を中心に伝道していたカナダ・メソジスト教会が1907年に合同して、日本メソヂスト教会が誕生した。
1881年に米国メソジスト・プロテスタント教会本部が日本における教育及び伝道事業を開始した。その結果、横浜英和女学校と名古屋英和学校、それから横浜第一、第二、第三美普教会、その後平塚、茅ヶ崎、伊勢原に会堂を建設した。横浜に続き、名古屋に伝道事業を開始し、1897年名古屋第一（広路）教会、第二（中京）、第三（熱田）、続いて静岡、浜松と東海道沿いに伝道事業が進められた。その後日本美普（みふ）教会になり、1939年管理が米国本部より邦人に引き継がれた。
1895年アメリカ自由メソジスト教会が柿原正次を日本自由メソジスト教会日本初代監督に任命して日本に派遣した。続いて、1896年河辺貞吉がアメリカ自由メソジスト教会から日本伝道の責任者に任命されて日本に派遣された。河辺貞吉らが淡路島で伝道活動を始めた。8年間淡路島で伝道活動をして、大阪や兵庫でも活動した。1903年アメリカ自由メソジスト教会は最初の宣教師として、マチウソン夫妻、ヤングレン夫妻を日本に派遣した。1908年伝道者の育成のために大阪伝道館（現: 大阪キリスト教短期大学）を設立した。
1940年自由メソジスト教会、日本ナザレン教会、日本同盟基督協会、世界宣教団が日本聖化基督教団を結成する。総理に土山鉄次が就任した。1941年日本基督教団の成立に伴い、日本聖化基督教団が第8部に、日本メソヂスト教会と日本美普教会が第2部になる。戦後8部の構成団体は日本基督教団を離脱したが、第2部の多くは日本基督教団に留まっており、現在、伝統を受け継ぐ群として、日本基督教団更新伝道会がある。
戦後に、日本自由メソヂスト教団が日本基督教団から独立し（1952年創立）、1970年以降のいわゆる「教団問題」により1984年そこから日本フリーメソジスト教団が分離する。また、戦後来日した北米自由メソジスト教会引退教師の伝道により、東京フリー・メソジスト教会が誕生した。
また、本多庸一によって改宗しメソジスト教会の伝道師になった中田重治によってホーリネス運動が起こり、その結果ホーリネス派の諸教会が誕生した。日本ホーリネス教会の教職であった蔦田二雄を中心にして生まれたリバイバル・リーグと呼ばれる超教派運動は、18世紀のメソジスト運動を日本において再現しようとするものであったが、1943年に始まった軍閥政府の教会弾圧によって中断を余儀なくされた。1945年に創設されたイムマヌエル綜合伝道団は、その流れを継承する教派の一つで、神学的にはメソジストの系列にある。
また、英国メソジストから生まれた救世軍が、エドワード・ライト大佐によって1895年から日本で活動を開始した。その後まもなく山室軍平が入隊し、後に日本人最初の士官に任命され、日本救世軍の自立と成長のために貢献した。日本ではブース記念病院などでの医療活動、災害の義捐金募金活動、更生保護事業などの社会事業を行った。

## 教育機関
メソジスト派のミッションスクールとしては、日本では、鎮西学院大学、青山学院大学や関西学院大学が著名であり、同じく東アジアの韓国にある名門女子大学の梨花女子大学校もメソジスト派宣教師によって設立されている。本国の米国においてはリトル・スリーと評されるリベラルアーツカレッジの名門ウェズリアン大学（ウエスレヤン大学）や、総合大学としては南メソジスト大学、アメリカン大学、テネシー・ウエスレヤン大学等が著名校であり、ボストン大学もメソジスト派の牧師によって設立されている。

## 関連文献
- メンデル・テイラー『伝道の歴史的探究』小出忍ほか (共訳)、福音文書刊行会、発売: いのちのことば社、伝道文書販売センター (新座)、1991年。全国書誌番号:94014392 原タイトル: “Exploring evangelism: history, methods, theology”
- ケアンズ『基督教全史 : 初代から現代まで』聖書図書刊行会、発売: いのちのことば社、1957年。NCID BN00296718。
  - 第4刷(1962年刊)、発行: 聖書図書刊行会、日本基督バプテスト連合宣教団、発売: 聖書図書刊行会。ISBN 4791200403。
- マーティン・ロイドジョンズ『栄えに満ちた喜び : 聖霊のバプテスマとは何か』武藤敬子 ; 尾山令仁 (共訳)、いのちのことば社。NCID BA87676206